# Гринвуд, Руэйрид
Руэйри́д Гри́нвуд (англ. Ruairidh Greenwood; род. 26 марта 1992, Шотландия) — шотландский кёрлингист.
В составе команды Шотландии участник чемпионата мира 2016.
Играет на позиции второго.

## Достижения
- Чемпионат Шотландии по кёрлингу среди мужчин: золото (2015).

## Команды
| Сезон   | Четвёртый       | Третий          | Второй          | Первый          | Запасной                                            | Турниры                       |
| ------- | --------------- | --------------- | --------------- | --------------- | --------------------------------------------------- | ----------------------------- |
| 2011—12 | Алли Фрейзер    | Дэвид Рид       | Руэйрид Гринвуд | Том Пендрей     |                                                     |                               |
| 2012—13 | Murray Young    | Blair Fraser    | Руэйрид Гринвуд | Ian Copland     |                                                     |                               |
| 2013—14 | Blair Fraser    | Алли Фрейзер    | Ross Fraser     | Руэйрид Гринвуд |                                                     |                               |
| 2013—14 | Алли Фрейзер    | Blair Fraser    | Neil MacArthur  | Руэйрид Гринвуд |                                                     | ЧШМ 2014 (10 место)           |
| 2014—15 | Эван Макдональд | Дункан Ферни    | Руэйрид Гринвуд | Юан Байерс      | Дэвид Рид (ЧШМ) Дэвид Мёрдок (ЧМ) тренер: Дэвид Рид | ЧШМ 2015 · ЧМ 2015 (11 место) |
| 2015—16 | Эван Макдональд | Дэвид Эдвардс   | Руэйрид Гринвуд | Юан Байерс      | тренер: Том Пендрей                                 | ЧШМ 2016 (7 место)            |
| 2016—17 | Алли Фрейзер    | Руэйрид Гринвуд | Calum Greenwood | Angus Dowell    |                                                     | ЧШМ 2017 (8 место)            |

(скипы выделены полужирным шрифтом)